# Glacier des Planereuses
Le glacier des Planereuses est un glacier de Suisse, dans le massif du Mont-Blanc.
Il naît sur l'adret de la Grande pointe des Planereuses et de Tita Naire et sur l'ubac de la crête Sèche, à environ 2 900 mètres d'altitude, et se dirige vers le nord-est en direction du val Ferret. Il reçoit les glaces du glacier de Darrey situé à l'ouest et descendant du Petit et du Grand Darrey. Il est voisin des glaciers de l'Evole et de Saleinaz au nord sur l'ubac de Tita Naire et de la Grande pointe des Planereuses, de celui de Treutsebo au sud sur l'adret de la crête Sèche et de celui de l'A Neuve au sud-ouest sur l'adret du Grand Darrey.